# Ivanka pri Nitre
Ivanka pri Nitre é um município da Eslováquia, situado no distrito de Nitra, na região de Nitra. Tem 14,91 km² de área e sua população em 2018 foi estimada em 2.761 habitantes.

## Demografia
| Ano:        | 1994 | 2004   | 2014   | 2024    |
| ----------- | ---- | ------ | ------ | ------- |
| Broj ljudi: | 2243 | 2417   | 2471   | 3083    |
| Razlika:    |      | +7,75% | +2,23% | +24,76% |

| Ano:               | 2023 | 2024   |
| ------------------ | ---- | ------ |
| Número de pessoas: | 3064 | 3083   |
| Diferença:         |      | +0,62% |